# جوردان الأول من كابوا
جوردان الأول (بعد 1046 - توفي 1091)، كونت أفيرسا وأمير كابوا من 1078 إلى وفاته، وكان الابن البكر وخليفة الأمير ريتشارد الأول من كابوا وفريسيندا بنت تانكريد هوتفيل من زوجته الثانية والتي دعيت فريسيندا أيضًا، وابن شقيق روبرت جيسكارد دوق بوليا وكالابريا وصقلية. وفقًا لويليام من بوليا «عادلت فضائله كلًا من الدوق ووالده».